# WWE 믹스드 매치 챌린지
WWE 믹스드 매치 챌린지(WWE Mixed Match Challenge)는 WWE의 남녀 선수를 조합해 12회 분량의 태그팀 토너먼트를 치르는 프로그램이다.

## 시즌 1

### 러
- 브라운 스트로우맨 & 알렉사 블리스
- 핀 베일러 & 사샤 뱅크스
- 엔조 아모레[1] & 나이아 잭스
- 더 미즈 & 아스카 (우승팀)
- 골더스트 & 얼리샤 폭스[2]
- 엘리아스 & 베일리

### 스맥다운
- 새미 제인 & 베키 린치
- 바비 루드 & 샬럿 플레어 (준우승팀)
- 루세프 & 라나
- 지미 우소 & 나오미
- 빅 E[3] & 카멜라
- 나카무라 신스케 & 나탈리아

## 시즌 2

### 러
- 브라운 스트로우맨[4] & 엠버 문
- 보비 래슐리 & 사샤 뱅크스
- 핀 베일러[5] & 베일리
- 진더 마할 & 얼리샤 폭스 (준우승팀)
- 케빈 오웬스[6] & 나탈리아 나이드하트

### 스맥다운
- 더 미즈 & 아스카
- 지미 우소 & 나오미
- 루세프 & 라나
- A.J. 스타일스[7] & 샬럿 플레어
- 알-트루스 & 카멜라 (우승팀)